# 林敬三 (日本)
林敬三（日语：／ Hayashi Keizō、1907年1月8日—1991年11月12日），日本政府官僚、陸上自衛隊將領，亦為自衛隊創立初期的高層首腦，參與了第二次世界大戰後日本國防武力組建成型的過程。
林敬三的職業生涯最早從1929年展開，到1950年韓戰爆發之前已在內務省、內閣等行政機關有任事經驗，亦曾當過縣知事及管理日本皇室事務的宮內廳次長。當日本為因應朝鮮半島局勢而在二戰後首度重新武裝之際，他獲首相吉田茂及昭和天皇賞識而轉服武職，經日本政府及駐日盟軍總司令部（GHQ）任命為陸上自衛隊前身部隊——警察預備隊及保安隊的指揮官，又在1954年自衛隊成立後，出任首位統合幕僚會議議長（陸海空三軍總參謀長）至1964年為止，官拜陸將（四星上將）[註1]。林作為文人出身的將領，在任期間所進行的工作包括重整部隊組織、制定基礎精神、抑制舊日軍對新部隊的影響，以及對外防務交流。從自衛隊退休後，林敬三尚於數個社會及公共組織中活動，不僅充任日本住宅公團、日本紅十字會與日本善行會等團體的會長、總裁職位，還投入行政調查、靖國神社問題等政府諮詢委員會的會務，最終於1991年逝世，享壽84歲。

## 生平

### 早年生涯
林敬三於1907年1月8日誕生在石川縣（戶籍東京府），為家中長男，父母分別是陸軍中將林彌三吉和林照子（本姓石川），其姊林櫻子（1903年生）為前京都府知事安藤狂四郎之妻，兩位妹妹則名叫林繁子（1910年生）和林操子（1918年生）。雖然父親身為將軍，但林敬三青年時並未繼承父業從戎，而是考入東京帝國大學攻讀法律。之後，他在1928年通過高等文官行政科考試，並於1929年從東大法學部畢業。

### 文職生涯

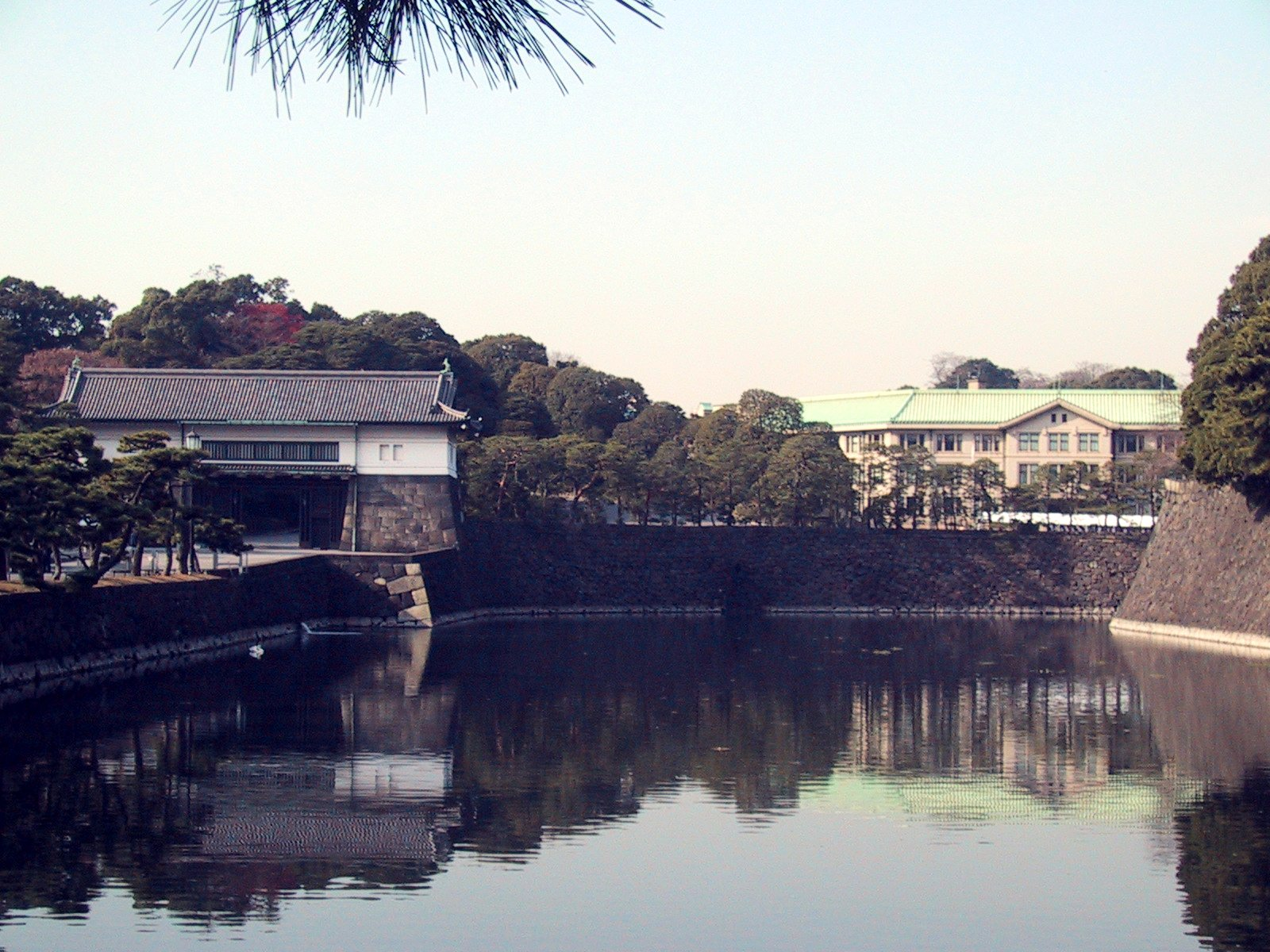
林敬三曾任宮內廳次長，成為昭和天皇的親信。圖為宮內廳辦公樓及其前方的皇居護城河。

林敬三獲得了東大學士學位後，即進到內務省上班，展開公務員生涯，先是於1929年經委任為富山縣廳所屬文官，1932年及1935年則分別獲得京都府社會課長、神奈川縣社會課長之職。1941年3月後，他加入內閣企劃院工作，並於1942年出任該院第一部第一課課長。1943年，林同時兼任內閣參事與法制局参事，1944年裡還陸續歷任內務監察官、內務省地方局總務課長和行政課長等職務。
1945年，林敬三擔任内務大臣秘書官兼大臣官房人事課長，同年10月27日經官派成為鳥取縣知事，也因此以38歲之齡成為該縣縣政史上最年輕的地方首長，為時約一年多，任期結束後的1947年2月則調任地方局局長，此是其在內務省中的最後一項勤務。同年12月，當佔領日本的盟軍總司令部解散該部門後，林又經內閣會議任命為内事局長官，1948年1月起上任，在該臨時過渡機構運作的90天內，負責於公安委員會成立之前接續內務省對日本警務系統的管轄權。
同年6月至8月間，正值憲法改正與戰犯審判實施之際，宮內府（1949年6月改制為宮內廳）也進行了人事異動，支撐戰敗後宮廷事務的兩位天皇近侍——大金益次郎侍從長及加藤進次長均辭官告退，林敬三於8月2日入府接替加藤的次長職位，一直當到1950年為止，並成為昭和天皇的親信，也是當時日本少數能與天皇見面、對話的人士之一。

### 武職生涯

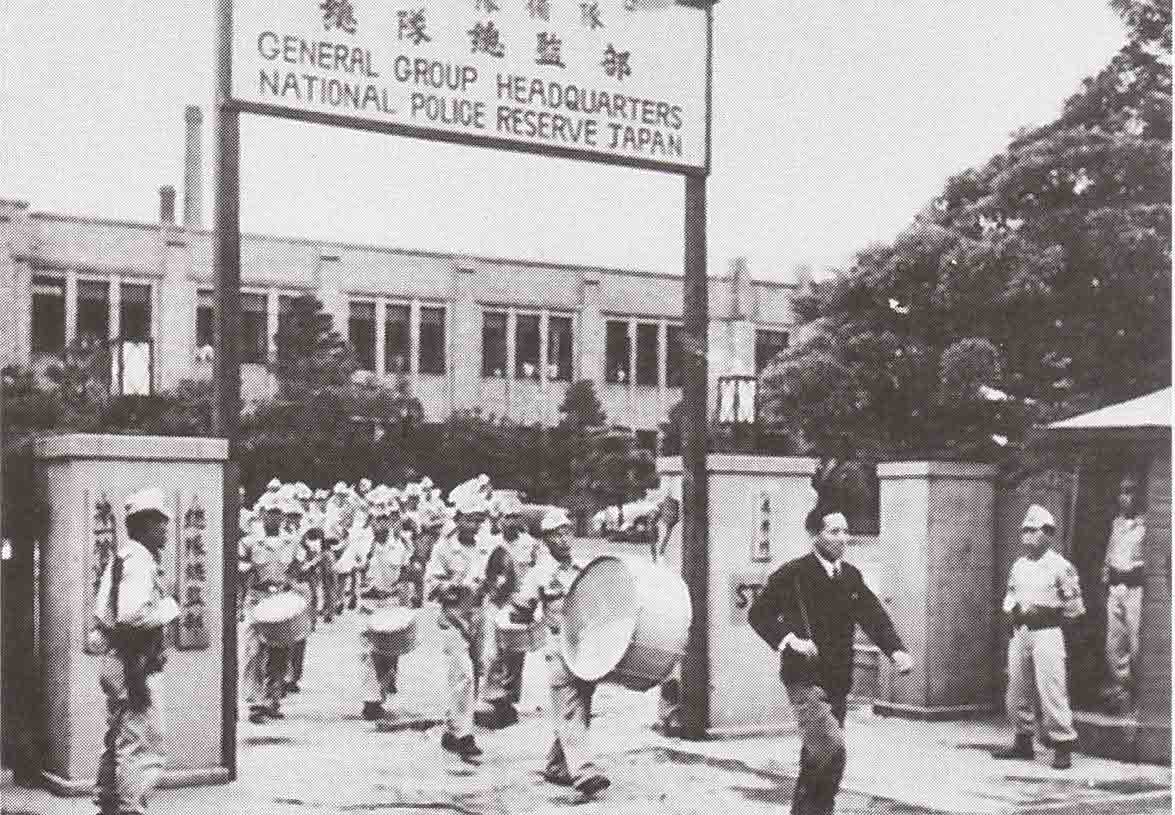
林敬三自警察預備隊成立後擔任首屆總隊總監（指揮官），圖為位於東京越中島的預備隊總隊總監部，攝於1951年。

1950年6月韓戰爆發後，駐日美軍大量開赴朝鮮半島，日本防衛產生空缺，盟軍總部遂考慮讓日本重整軍備，籌建警察預備隊，打造日本新武裝組織雛形。但在聯合國方針及美國初期佔領政策下，舊日軍軍官不得參加預備隊，故部隊幹部來源由內務省文官和警察取代。另一方面，首相吉田茂和盟軍總司令道格拉斯·麥克阿瑟也都反對前軍人接掌職務，盟軍總部參謀二部（G-2，情報部）部長查爾斯·威洛比少將推薦的指揮官人選——原日本陸軍參謀本部作戰課長服部卓四郎即遭吉田抵制，內閣軍事顧問辰巳榮一亦拒絕出任此職。
1950年9月上旬，吉田茂提出了由林敬三出任警察預備隊指揮官的建議，昭和天皇也曾授意吉田任用具備宮內廳次長資歷、與其親近的林氏。然而美方各機構卻對此事意見不一，負責隊員招募、以威洛比為首的參謀二部偏好服部卓四郎等舊軍將校，阻撓林敬三的任命案通過，而負責預備隊人事的民政局局長考特尼·惠特尼准將、協助建隊與培訓的民事局分室（CASA）[註2]室長懷特菲爾德·薛帕德少將（Whitfield P. Shepard）及參謀三部（G-3，作戰部）等機構則與其對立，程序在威洛比掣肘之下延宕了一個月。此後麥克阿瑟和吉田針對指揮官擔任者問題進行了數週商議，才使林敬三成為最終人選。

#### 警察預備隊、保安隊時期

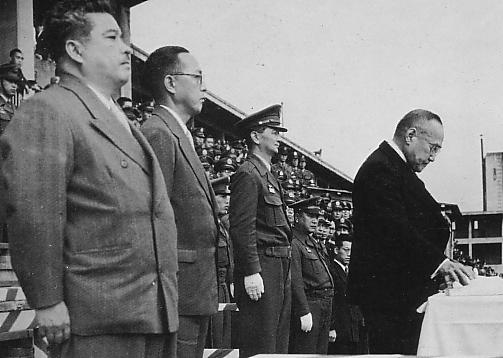
林敬三（著深色軍裝者）與日本首相吉田茂（右）出席保安隊創隊紀念儀式，1952年10月15日。

1950年10月9日，林敬三獲得警察預備隊最高階級「警察監」，10月23日正式任命為指揮官，職稱是「警察預備隊中央本部長」。12月29日，隨著警察預備隊的指揮部「中央本部」改名「總隊總監部」，其職位也由原本暫稱的中央本部長更為「總隊總監」。除了林氏之外，尚有包括副總監、管區隊總監等要員在內的160人獲得了任用，中樞崗位大多由前內務省部員及警官把持，舊陸軍人士或右派勢力在預備隊、乃至於之後的陸上自衛隊中受到侷限，使服部卓四郎等舊軍軍官將林稱為「內務軍閥」。
林敬三上任後，最初的任務是打造警察預備隊的精神基礎，他認為舊陸軍最重要的軍人訓練項目「精神教育」廢除後，預備隊中沒有相應的觀念可加以取代，天皇身為軍人效忠對象的地位亦因戰後「和平憲法」通過而失效，但新引進的民主主義在日本仍不為人所熟悉，難以效法美軍將其納入建軍思想中，這使精神戰力的缺乏成為預備隊幹部擔憂的課題。有鑑於此，林試圖在新舊兩者間尋求平衡，探索出適合的準則。1951年3月，他正式發布了基本精神訓詞，公告「警察預備隊的基本精神是愛國心、愛民族心」，將新的部隊效忠對象設定為國家和人民，並在一次向隊員發表的演講中指出「我們為了在新的日本扮演正當角色，先決條件就是成為『國民的軍隊』，預備隊的基調非得在這根本原則上構築不可」[註3]，以此將新生的軍事組織和民眾聯繫起來，斬斷與舊日軍的連貫性。

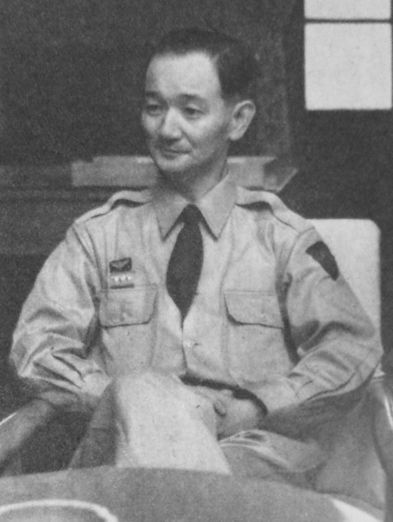
著保安隊制服的林敬三（保安廳第一幕僚長任內），攝於1953年10月7日。

1952年4月28日，日本藉由《舊金山和約》的通過而恢復主權國家地位，而吉田內閣也產生了在政府中組建「保安廳」（今防衛省前身）、作為國防機構並統一領導警察預備隊和海上警備隊（海上自衛隊前身）的構思。林敬三與時任警察廳本部長官增原惠吉均倡議將海陸二者納入一元化的組織下，以避免二戰時期日本陸海軍間的軍種對立再現，但海上警備隊中出身自日本海軍的隊員卻表示反彈，擔憂組織一體化會讓規模較小的海上部隊受到壓制。最後，由林及增原一方的主張獲得了落實，保安廳亦於同年8月1日正式掛牌。
隨著保安廳的創立，警察預備隊改稱保安隊，林敬三的總隊總監職銜也跟著換為「保安廳第一幕僚長」，即陸上幕僚長的前身職位，領導保安隊指揮部——第一幕僚監部，並在1952年9月加入由第一幕僚長、第二幕僚長（海幕長）和保安廳次長、局長、課長級人員構成的「制度調查委員會」，制定日本的長期武力發展計畫。林敬三幕僚長任內的幕僚監部下轄單位也有所增編，除警察預備隊時代即有的管區隊、直屬部隊外，尚新設了編制更大的方面隊及培養幹部的保安大學校，訓練飛行員的保安隊航空學校亦於同年創校。

#### 自衛隊時期
1954年7月1日自衛隊與防衛廳成立後，保安隊正式易名為陸上自衛隊，陸海空三大部隊之上也同時設置了聯合參謀機構「統合幕僚會議」，首屆議長之位由林敬三接掌，此為自衛隊中的最高武職，相當於他國的三軍總參謀長。統幕會議在他領導下作為防衛廳長的輔佐單位，協助項目包括統一制定陸海空三大部隊的統合防衛計畫、後方補給計畫或訓練計畫，還負責對陸海空各幕僚監部（各軍種參謀部）製作的相關計畫和自衛隊出動時的指揮命令進行協調，同時也擔當國防相關情報的蒐集、調查工作。

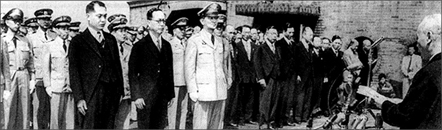
林敬三（中央著淺色軍裝者）出席防衛廳開幕典禮，攝於1954年7月。

林敬三出任統幕議長之職，不僅領導參謀業務，尚參與日本的對外防衛合作、交流活動。自衛隊成立不久後，防衛廳視導彈開發與研究為重要議題，他即在1954年8月與駐日美軍顧問團團長傑勞德·希金斯少將（Gerald J. Higgins）會晤，就自衛隊派員赴美學習導彈攻擊應對措施一事交換意見，並於9月獲美國國防部邀請而前往華盛頓特區會見國防部長查爾斯·威爾遜及參謀長聯席會議主席亞瑟·雷德福上將等軍政要員，進行了高層戰略會議，討論駐韓美軍重新部署後的日本實務防衛、兩國共同軍事行動等議題，林還要求美方供應大量噴射機及驅逐艦以加強自衛隊實力。1956年美日部隊首次舉行戰區層級的聯合演習時，他又與東京的美軍遠東司令部作戰企劃副參謀長亞瑟·特魯多中將分別就任日方、美方的負責人。
至1950年代後期，日本已在美國影響下牢固於西方防衛體系中，林敬三也在統幕議長任期內出訪了美國以外的數個盟邦。1957年5月5日至16日間，他受英國政府邀約，赴倫敦等地視察英軍陸海空各部隊和裝備，是1937年本間雅晴中將出席英王喬治六世的加冕大典以來，首度有日本高階將官正式訪英。結束在英國的行程後，他又於5月21日前往西德首都波昂，翌日與國防部長弗朗茨·約瑟夫·施特勞斯和其三軍總長——聯邦國防軍總監阿道夫·豪辛格中將會晤，為戰後德日兩國第一次軍方首腦對談，會後雙邊達成協議，同意建立共同軍事事務交流。1959年11月14日及15日時，林還以日本軍事代表身分至菲律賓碧瑤參加美軍太平洋司令哈里·費耳特上將主導的多國軍事會議，並同菲軍總參謀長曼紐爾·卡巴爾中將（Manuel F. Cabal）、中華民國參謀總長彭孟緝上將及東南亞條約組織諸成員國的軍方領袖聚會，發展西太平洋地區的軍事結盟。
儘管林敬三有日本自衛隊首長的地位，但由於幕僚會議屬於協商性機構，故他上任之初尚無權指揮跨軍種作戰。1961年統幕會議組織調整之際，其身為統幕議長的權限方得強化，可對出動狀態下的自衛隊發號施令，在聯合部隊的指揮權與防衛廳長令的執行權上也有所擴大。林氏擔任自衛隊首席幕僚至1964年8月為止，長達十年，是在位時間最長的統幕議長，也是唯一一位具有文官背景的議長。後續的數十任議長均為職業軍官出身[註4]，且任期一般為1至3年左右。

### 退休後
1964年，林敬三卸下統幕議長職務，隨即從自衛隊退官，階級為陸將[註1]。離隊後的他仍繼續參與社會公共事務，歷任日本住宅公團總裁（1965年8月1日－1971年3月31日）、自治醫科大學理事長（1973年）和日本紅十字會理事（1977年4月1日）、會長（1978年4月1日－1987年3月31日）、名譽會長、日本善行會會長（1983年7月－1990年7月）等職。
林氏在社會組織服務期間，還加入民間人士構成的政府委員會，從事政策的調查和審議工作。1981年3月16日，首相鈴木善幸的內閣成立了第二次臨時行政調査會，由委員長土光敏夫等社會顯要組成，試圖改造財政體系和推動行政改革，林也以紅十字會會長之姿獲任為委員，憑紅十字會與社會各界的廣泛聯繫，使委員會得以反映各方意見與要求，並呈交改革報告給首相。1984年8月3日時，他又在中曾根康弘內閣的官房長官藤波孝生召集下出任諮詢機構「閣員參拜靖國神社問題相關懇談會」（閣僚の靖国神社参拝問題に関する懇談会）的座長，與來自法界、文學界及宗教界的14名委員調查靖國神社參拜爭議在法律、社會及宗教方面的問題。1991年11月12日，林敬三於東京澀谷區的醫院裡逝世，終年84歲，死後獲追贈為正三位，喪禮於東京芝公園內的增上寺舉辦。

## 榮譽
林敬三一生中曾獲日、美兩國授予勳章。由自衛隊退休後，他在1977年4月29日獲頒勳一等瑞寶章，使他成為第一位自衛官出身的勳一等章受勳者。1987年11月3日，林又獲授日本政府的勳一等旭日大綬章。
除了日本勳章外，林敬三也曾於統合幕僚會議議長任內的1958年11月10日獲贈美國功績勳章，創下首次有日本人受領此級勳章的紀錄。頒獎儀式在東京的美國駐日大使館舉行，典禮主持者為時任美國駐日大使道格拉斯·麥克阿瑟二世。

## 個人生活
林敬三的妻子為林靜枝（1912年1月－2003年8月4日），她本姓二上，是通信官僚出身的日本樞密院書記官長——二上兵治的五女。兩人在婚後育有一女一子，兒子名作林正治，1935年出生，同樣就讀東京大學，自經濟學部畢業後，進入大型企業住友金屬工業工作。女兒則名為林峰子，生於1942年。
林氏生前的興趣是旅遊和閱讀，並出版過數本著作，除了在自衛隊生涯中撰寫的《從國際看日本防衛問題》（1962年）、收錄於「自衛隊教養文庫」叢書內的《心之指南》（1960年）外，尚包括《地方自治講話》（1949年）、《地方自治回顧與展望》（1976年）等。